# Anna Blanch
Anna Blanch   (Barcelona, 1982) és una windsurfista professional catalana.